# Gerhard Bassenge

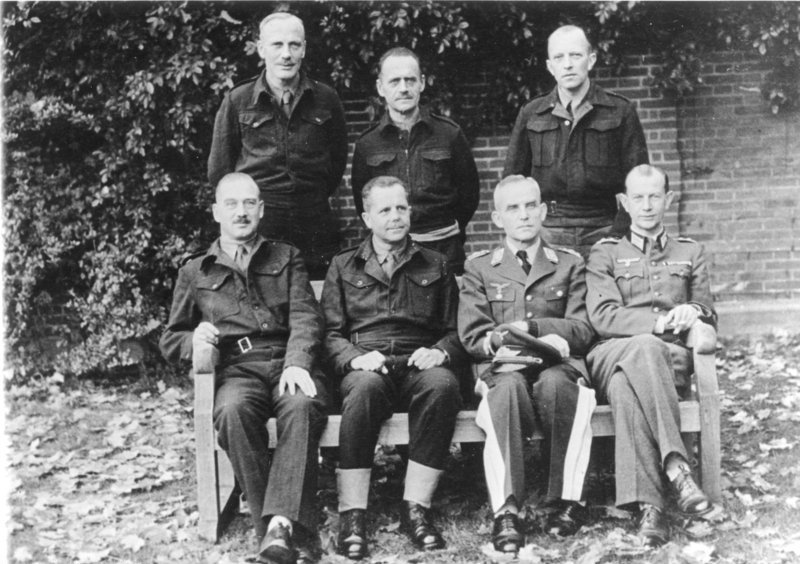
Gerhard Bassenge in Trent Park.
hintere Reihe von links nach rechts: Otto Elfeldt, Ferdinand Heim, Gerhard Bassenge

Gerhard Wilhelm Julius Bassenge (* 18. November 1897 in Ettlingen; † 13. März 1977 in Lübeck) war ein deutscher Offizier, zuletzt Generalmajor in der Zeit des Zweiten Weltkrieges.

## Leben
Der Sohn des damaligen Kompaniechefs an der Unteroffiziersschule in Ettlingen und späteren Majors und Bataillonskommandeurs des 6. Westpreußischen Infanterie-Regiments Nr. 149 in Schneidemühl Julius August Bassenge (* 4. August 1860 in Koblenz; † 10. Mai 1910 in Oliva) und dessen Frau Charlotte, geborene Dorguth (* 2. Juni 1866 in Termlaek (Ostpreußen); † 1. Juli 1954 in Plön), wuchs in einem vom Militär geprägten Umfeld auf. Nach dem Besuch der Schulen in Jülich und Schneidemühl, begann er an den Kadettenanstalten in Köslin, Bensberg und Berlin-Lichterfelde seine erste vormilitärische Ausbildung.
Im Oktober 1914 trat er seinen Militärdienst beim Infanterie-Regiment „von Horn“ (3. Rheinisches) Nr. 29 an, mit welchem er im Ersten Weltkrieg bis zum März 1916 an der Westfront blieb. Dort war er zuletzt Adjutant des Kompanieführers geworden und konnte im April 1916 eine Ausbildung zum Flugzeugführer absolvieren. Im Anschluss wurde er Jagdflieger, wobei er sieben Abschüsse verzeichnen konnte. In der Jagdstaffel Boelcke wurde er im November 1917 verwundet. Für seine Leistungen erhielt er beide Klassen des Eisernen Kreuzes sowie das Verwundetenabzeichen in Schwarz.
Nach der Übernahme in die Reichswehr, wurde Bassenge Student an der Technischen Hochschule in Hannover, wo er 1927 sein Ingenieur-Diplomexamen bestand. Bis 1933 arbeitete er dann im Reichswehrministerium, wo er verschiedenen Kommandos im In- und Ausland führte. Zuletzt war er Hauptmann und Kompaniechef in 6. Infanterie-Regiment in Flensburg.
Am 1. April 1934 trat er in die neugegründete Luftwaffe über und wurde als Hauptmann Gruppenleiter und Referent der Abteilung LC II im Reichsluftfahrtministerium (RLM). Am 1. Februar 1935 erfolgte seine Beförderung zum Major.
Ab dem 1. März 1937 übernahm er als Kommandant die Fallschirmschule 1 in Stendal und war gleichzeitig der Kommandant des Fliegerhorstes Stendal. Am 1. April 1937 wurde er zum Oberstleutnant befördert und am 1. Juni 1938 ins Reichsluftfahrtministerium berufen, um die Inspektion Fallschirmtruppe zu leiten.
Am 1. Oktober 1938 wechselte er in den Generalstab der Luftwaffe im RLM. Am 1. Mai 1939 erfolgte die Beförderung zum Oberst und einen Monat später wurde er Chef des Stabes im Luftgau-Kommando XVII in Wien. Am 30. Januar 1940 wechselte er in gleicher Funktion zu Luftflotte 2 und nahm mit dieser am Westfeldzug teil. Am 1. August 1940 übernahm er den Posten des Chefs des Stabes der Luftflotte 5 in Oslo, bevor er am 5. Oktober 1940 zum Chef des Stabes der Deutschen Luftwaffenmission in Rumänien ernannt wurde. Am 27. Juli 1942 wurde er mit dem Deutschen Kreuz in Gold ausgezeichnet.
Ab dem 1. Oktober 1942 übernahm er als Kommandeur die 19. Luftwaffen-Felddivision und wurde zum 1. Januar 1943 zum Generalmajor ernannt.
Zum 1. Februar wechselte er auf den nordafrikanischen Kriegsschauplatz und wurde Kommandant des Festungsbezirks Tunis-Bizerte in Tunesien. Dort ging er am 10. Mai 1943 in britische Gefangenschaft.
Nach seiner Entlassung 1947 gründete er einen eigenen Handwerksbetriebes für Spielwaren- und Gebrauchsgegenstände in Plön, wo er ehrenamtlich als Stadtrat und Kreistagsabgeordneter sowie in verschiedenen anderen Verbänden und Organisationen wirkte.
Am 7. Oktober 1955 heiratete Bassenge Annemarie Hedwig Langmaack (* 16. Februar 1933 in Kiel).